# 盐鸿镇
盐鸿镇是中国广东省汕头市澄海区下辖的一个镇。面积37.71平方公里，户籍人口4.4万人，下辖9个行政村。

## 行政区划
- 港头村、坛头村、上社村、中社村、上厝村、鸿一村、鸿二村、鸿三村、鸿四村

## 交通
- G324 324国道